# Crenella pellucida
Crenella pellucida is een tweekleppigensoort uit de familie van de Mytilidae. De wetenschappelijke naam van de soort is voor het eerst geldig gepubliceerd in 1859 door Jeffreys.